# Рональд Фостер
Рональд Мартін Фостер (англ. Ronald Martin Foster; 3 жовтня 1896 — 2 лютого 1998) — математик з Bell Labs відомий працею по використанню електронних фільтрів для ліній телезв'язку. Він опублікував важливий документ — Теорема реактивів (дивись Теорема реактивів Фостера), яка невдовзі надихнула Вільгельма Кауера розпочати роботу над його програмою «фільтрів мережі синтезу» і надати розробці фільтрів математичну основу. Також він відомий завдяки перепису Фостера симетричних графів та 90-вершинному кубічному симетричному графу Фостера.

## Освіта
Фостер був випускником Гарвардського коледжу за спеціальністю — математика, який закінчив з відзнакою у 1917 році і одержав диплом бакалавра. Він також здобув два почесних звання доктора наук

## Професійна кар'єра
- 1917 – 1943 Відділ дослідження та розробки (пізніше Bell Labs), American Telephone & Telegraph[en], як інженер-дослідник (Прикладна математика), New York City, New York.
- 1943 – 1963 Професор і голова відділу математики, Бруклінський політехнічний інститут[en], Brooklyn, New York City, New York.

## Публікації
- Кемпбелл, Г. А. Фостер, Р. Інтеграли Фур'є для практичного застосування, «Технічний журнал Bell System», pp 639—707, 1928.[5]
- Пірс, БО, Фостер. Р. «Коротка таблиця інтегралів», Четверте видання, Ginn and company, pp 1–189, 1956.